# Città del Sudan
La tabella che segue elenca le città del Sudan aventi più di 40 000 abitanti (stima del 2007).
I dati si riferiscono alla popolazione della città, senza quella presente nella cintura suburbana. Nella prima colonna a sinistra è indicato il rango in ordine decrescente di popolazione secondo la stima del 2007; la seconda colonna presenta il nome in caratteri latini, la terza in caratteri arabi; le tre colonne successive indicano la popolazione secondo i censimenti rispettivamente del 3 aprile 1973, del 1º febbraio 1983, del 15 aprile 1993; segue la colonna in cui è riportata la popolazione stimata il 1º gennaio 2007. Nell'ultima colonna di destra è indicato lo stato (wilāya), la suddivisione amministrativa del Sudan, ereditata nelle linee generali dal periodo della dominazione britannica.
Il Sudan è uno stato in gran parte rurale e assai giovane. Il 20% circa degli abitanti del Sudan, per una popolazione in valore assoluto di 8 363 915 abitanti, risiede nelle tre città di Khartum, Omdurman e Al Khartum Bahrī, poste tutte nello stato del Khartum.

## Città del Sudan superiori a40 000abitanti (stima 2007)
| Rango | Nome             | Nome (in arabo)        | Censimento 1973 | Censimento 1983 | Censimento 1993 | Proiezioni 2007 | Stato                   |
| ----- | ---------------- | ---------------------- | --------------- | --------------- | --------------- | --------------- | ----------------------- |
| 1.    | Omdurman         | in arabo أم درمان‎?     | 299 399         | 526 192         | 1 271 403       | 3 127 802       | Khartum                 |
| 2.    | Khartum          | in arabo الخرطوم‎?      | 333 906         | 473 597         | 947 483         | 2 207 794       | Khartum                 |
| 3.    | Al Khartum Bahrī | in arabo الخرطوم بحرى‎? | 150 989         | 340 857         | 700 887         | 1 725 570       | Khartum                 |
| 4.    | Nyala            | in arabo نيالا‎?        | 59 583          | 111 693         | 227 183         | 565 734         | Darfur Meridionale      |
| 5.    | Porto Sudan      | in arabo بور سودان‎?    | 132 632         | 206 038         | 305 385         | 489 275         | Mar Rosso               |
| 6.    | Cassala          | in arabo كسلا‎?         | 99 652          | 141 429         | 234 622         | 436 494         | Cassala                 |
| 7.    | Al-Ubayyid       | in arabo الأبيض‎?       | 90 073          | 137 582         | 229 425         | 428 571         | Kordofan Settentrionale |
| 8.    | Kosti            | in arabo كوستي‎?        | 65 404          | 89 135          | 173 599         | 383 838         | Nilo Bianco             |
| 9.    | Wad Madani       | in arabo ود مدنى‎?      | 106 715         | 145 015         | 211 362         | 357 720         | Gezira                  |
| 10.   | Gadaref          | in arabo القضارف‎?      | 66 465          | 116 876         | 191 164         | 350 392         | Gadaref                 |
| 11.   | Al-Fashir        | in arabo الفاشر‎?       | 51 932          | 84 298          | 141 884         | 276 912         | Darfur Settentrionale   |
| 12.   | ad-Du'ain        | in arabo الضعين‎?       | 18 457          | 21 666          | 73 335          | 240 422         | Darfur Meridionale      |
| 13.   | Al-Damazin       | in arabo الدمازين‎?     | 12 233          | 27 591          | 71 821          | 212 782         | Nilo Azzurro            |
| 15.   | Geneina          | in arabo الجنينة‎?      | 35 424          | 55 480          | 92 831          | 178 271         | Darfur Occidentale      |
| 17.   | Rabak            | in arabo ربك‎?          | 18 399          | 26 693          | 59 261          | 152 711         | Nilo Bianco             |
| 18.   | al-Managil       | in arabo المناقل‎?      | 15 223          | 36 090          | 65 405          | 143 093         | Gezira                  |
| 19.   | Sennar           | in arabo سنار‎?         | 28 546          | 42 803          | 72 187          | 143 059         | Sennar                  |
| 21.   | an-Nahud         | in arabo النهود‎?       | 26 005          | 29 787          | 54 600          | 120 559         | Kordofan Settentrionale |
| 22.   | Ad Damir         | in arabo الدامر‎?       | 17 086          | 26 841          | 50 995          | 115 236         | Nilo                    |
| 23.   | Atbara           | in arabo عطبرة‎?        | 66 116          | 72 836          | 87 878          | 111 399         | Nilo                    |
| 24.   | ad-Duwaim        | in arabo الدويم‎?       | 26 257          | 38 606          | 56 494          | 93 268          | Nilo Bianco             |
| 25.   | Kaduqli          | in arabo كادقلى‎?       | 18 468          | 45 698          | 62 104          | 92 624          | Kordofan Meridionale    |
| 26.   | New Halfa        | in arabo حلفا الجديدة‎? | 24 373          | 38 132          | 54 110          | 85 683          | Cassala                 |
| 27.   | Umm Rawaba       | in arabo أم روابة‎?     | 19 713          | 34 669          | Non disponibile | 57 929          | Kordofan Settentrionale |
| 28.   | Shendi           | in arabo شندي‎?         | 24 161          | 34 505          | Non disponibile | 55 516          | Nilo                    |
| 29.   | Sindscha         | in arabo سنجة‎?         | 19 452          | 27 982          | Non disponibile | 46 350          | Sennar                  |

## Altre
- `Iyāl Bakhīt
- Abekr
- Abyei
- Al-Fashir
- Al Managil
- Babanusa
- Berber
- Buwaidhaa
- Delgo
- Dongola
- Ed Dueim
- El Ait
- El Gebir
- En Nahud
- Er Rahad
- Hala'ib
- Muglad
- Nebelat el Hagana
- Singa
- Suakin
- Tabat (Al Shaikh Abdulmahmood)
- Taiyara
- Umm Bel
- Umm Dam
- Umm Debbi
- Umm Gafala
- Umm Keddada
- Umm Qantur
- Umm Saiyala
- Umm Shanqa
- Wad Banda
- Wadi Halfa